# Antonio Misiani
Antonio Misiani (Bergamo, 4 settembre 1968) è un politico italiano, dal 23 marzo 2018 senatore della Repubblica per il Partito Democratico, dopo esser stato deputato alla Camera dal 28 aprile 2006 al 22 marzo 2018.
Attualmente è responsabile economia e finanze, imprese e infrastrutture nella segreteria nazionale del Partito Democratico.
È stato consigliere comunale e assessore a Bergamo, consigliere provinciale di Bergamo e viceministro dell'economia e delle finanze nel governo Conte II.

## Biografia
Nato a Bergamo, è sposato con Maria Ines e ha due figli: Maria Chiara e Marco; si è diplomato al liceo classico "Paolo Sarpi" di Bergamo e laureato in economia politica presso l'Università commerciale Luigi Bocconi di Milano. Successivamente ha lavorato nel settore della formazione professionale e in quello finanziario come consulente.
Ha collaborato con l'associazione Nens (Nuova economia, nuova società), fondata da Pier Luigi Bersani e Vincenzo Visco, ed è membro dal 2009 dell'ufficio di presidenza nazionale di Legautonomie, nell'ambito del quale segue i temi del federalismo fiscale.

## Carriera politica

### Gli inizi
Inizia ad impegnarsi politicamente agli inizi degli anni '90 militando nella Sinistra Giovanile, l'organizzazione giovanile del Partito Democratico della Sinistra (PDS), divenendo poi membro del Comitato federale e della segreteria provinciale del PDS; nel 1997-1998 è stato coordinatore del forum della sinistra bergamasca.
Alle elezioni amministrative del 1995 si candida al consiglio comunale di Bergamo, nella lista Bergamo Democratica a sostegno del candidato sindaco di centro-sinistra Guido Vicentini, risultando eletto consigliere comunale e ricoprendo il ruolo di vicepresidente della Commissione consiliare Bilancio.
Nel 1998 aderisce alla svolta di Massimo D'Alema dal PDS ai Democratici di Sinistra (DS), di cui il 14 aprile viene eletto segretario provinciale a Bergamo e rimanendo in carica fino a dicembre 2004. Dal 2000 al 2004 è stato membro della segreteria regionale dei DS in Lombardia.
Alle elezioni amministrative del 1999 viene eletto consigliere provinciale di Bergamo, venendo rieletto nel 2004 nel collegio Bergamo II, dov'è membro della Commissione bilancio.
Da luglio 2004 ad agosto 2006 è stato assessore nella giunta comunale di Bergamo guidata da Roberto Bruni, occupandosi di bilancio, decentramento, società partecipate, comunicazione, sicurezza, patrimonio, servizi cimiteriali.

### Elezione a deputato
Alle elezioni politiche del 2006 viene alla Camera dei deputati, tra le liste de L'Ulivo (che univa principalmente i DS con La Margherita) nella circoscrizione Lombardia 2, risultando eletto deputato. Nel corso della XV legislatura è stato membro della 5ª Commissione Bilancio, tesoro e programmazione, della Commissione bicamerale per la semplificazione della legislazione
Nel 2007 aderisce allo scioglimento dei DS, sancito dal congresso di quell'anno, e la sua confluenza nel Partito Democratico (PD), dove alle primissime elezioni primarie di quell'anno è stato eletto membro dell'Assemblea costituente nazionale.

### Rielezione alla Camera
Alle elezioni politiche del 2008 viene ricandidato alla Camera, tra le liste del PD nella medesima circoscrizione in quarta posizione, venendo rieletto a Montecitorio. Nel corso della XVI legislatura è stato membro della 5ª Commissione Bilancio, tesoro e programmazione e della Commissione bicamerale per la semplificazione e della Commissione bicamerale per l'attuazione del federalismo fiscale..
Il 7 novembre 2009 viene nominato tesoriere del Partito Democratico dall'assemblea nazionale del PD a Roma con la segreteria di Pier Luigi Bersani, venendo riconfermato con la segreteria "reggente" di Guglielmo Epifani. Ha cessato il suo incarico l'8 dicembre 2013.

### Segretario della Commissione d'inchiesta sul degrado delle periferie
Alle elezioni politiche del 2013 viene nuovamente eletto deputato nella circoscrizione Lombardia 2. Nel corso della XVII Legislatura è stato membro della 5ª Commissione Bilancio, tesoro e programmazione e segretario della Commissione parlamentare d'inchiesta sulle condizioni di sicurezza e stato di degrado delle città e delle periferie.
Nel febbraio 2014 aderisce alla corrente interna del PD Giovani Turchi, guidata da Matteo Orfini e Andrea Orlando. Successivamente partecipa alla fondazione della corrente "Democrazia Europa Società – DEMS", guidata da Orlando. Alle primarie del PD del 2017 si è schierato a sostegno della candidatura a segretario di Orlando, contro quella di Matteo Renzi. Il successivo 7 maggio 2017 è stato eletto membro della Direzione nazionale del PD.

### Elezione a senatore
Alle elezioni politiche del 2018 viene candidato al Senato della Repubblica, tra le liste del PD nel collegio plurinominale Lombardia - 02, risultando eletto senatore. Nella XVIII legislatura della Repubblica è stato membro e capogruppo per il PD nella 5ª Commissione Bilancio, venendo sostituito per l'incarico che occupa nel governo Conte II da Alessandro Alfieri prima, Alan Ferrari poi e Tommaso Nannicini successivamente, componente della Commissione speciale per l'esame degli atti urgenti presentati dal Governo e segretario della Commissione parlamentare per il controllo sull'attività degli enti gestori di forme obbligatorie di previdenza e assistenza sociale.
Alle primarie del PD del 2019 sostiene, assieme a Orlando e quelli che hanno sostenuto la sua candidatura alle precedenti primarie, la mozione di Nicola Zingaretti, presidente della Regione Lazio e candidato con la carriera amministrativa più lunga alle spalle, che risulterà vincente con il 66% dei voti. Successivamente viene nominato responsabile al dipartimento economia nella segreteria nazionale del PD guidata da Zingaretti.
In seguito alla nascita del secondo governo presieduto da Giuseppe Conte sostenuto da PD, Movimento 5 Stelle e Liberi e Uguali, il 13 settembre 2019 viene nominato dal Consiglio dei Ministri viceministro dell'economia e delle finanze, affiancando il ministro dem Roberto Gualtieri e insediandosi il 16 settembre.
Il 18 marzo 2021 Enrico Letta, neo-segretario del PD, lo nomina, assieme ad altre 15 persone, nella segreteria nazionale del partito, incaricandolo come responsabile economia e finanze del PD.
Il 1º giugno 2022 viene nominato commissario provinciale del PD a Taranto.

### Rielezione al Senato
Alle elezioni politiche anticipate del 2022 viene ricandidato al Senato sia nel collegio uninominale Lombardia 2 - 03 (Milano), sostenuto dalla coalizione di centro-sinistra, che nel collegio plurinominale Puglia - 01 in terzo posizione tra le liste del Partito Democratico - Italia Democratica e Progressista (PD-IDP), venendo rieletto senatore nell'uninominale ottenendo il 39,08% dei voti e sconfiggendo la principale candidata del centro-destra leghista Maria Cristina Cantù (33,29%). Nella XIX legislatura è vicepresidente della 5ª Commissione Bilancio e tesoriere del gruppo parlamentare PD al Senato dal 2022 al 2023.
Alle primarie del PD del 2023 sostiene la mozione di Elly Schlein, deputata ed ex vicepresidente della Regione Emilia-Romagna, che risulterà vincente con il 53,75% dei voti. Successivamente ad aprile viene nominato responsabile con delega all'economia e finanze, imprese e infrastrutture nella segreteria nazionale del PD guidata da Schlein.
Il 1º aprile 2023 viene nominato commissario regionale del PD in Campania.

## Opere
Nel 2017 ha pubblicato il libro Se chiudi ti compro. Le imprese rigenerate dai lavoratori, scritto insieme a Stefano Imbruglia e Paola De Micheli, con prefazione di Romano Prodi.
Il 10 aprile 2024 ha ricevuto la Menzione speciale per la comunicazione nell'ambito del Premio Italian Political Award.